# Tlen (album)
Tlen – debiutancki album studyjny polskiej piosenkarki Kasi Popowskiej, wydany 16 września 2014 przez Universal Music Polska. Wersja deluxe albumu ukazała się 28 października 2014, a 10 lipca 2015 wydano reedycję albumu pod tytułem „Tlen - Kolor i Maj”.
Materiał zgromadzony na płycie składa się z 10 piosenek (15-deluxe, 22-reedycja). Producentem albumu jest Marcin Kindla.
Wydawnictwo promowały single: „Przyjdzie taki dzień”, „Tlen” oraz „Lecę tam”. Reedycję albumu promowały single „Happy Days” (anglojęzyczna wersja „Lecę tam”) i „Graj”.

## Lista utworów
| Nr  | Tytuł utworu           | Słowa            | Muzyka                                 | Długość |
| --- | ---------------------- | ---------------- | -------------------------------------- | ------- |
| 1.  | „Mantra”               | Kasia Popowska   | Tomasz Konfederak                      | 3:42    |
| 2.  | „Tlen”                 | Popowska         | Marcin Kindla                          | 3:37    |
| 3.  | „Przyjdzie taki dzień” | Popowska, Kindla | Przemek Kuśmierski, Konfederak         | 3:23    |
| 4.  | „Daleko”               | Popowska         | Joakim Buddee, Kindla, Thomas Karlsson | 3:51    |
| 5.  | „Lecę tam”             | Popowska         | Jason Field                            | 2:52    |
| 6.  | „Wszystko co mam”      | Popowska, Kindla | Kindla                                 | 3:35    |
| 7.  | „Parada gwiazd”        | Popowska         | Popowska, Kindla, Konfederak           | 3:13    |
| 8.  | „Nie będziesz sam”     | Popowska         | Konfederak                             | 3:32    |
| 9.  | „Zatrzymamy”           | Popowska         | Popowska                               | 2:52    |
| 10. | „Nie znasz mnie”       | Maria Niklińska  | Kindla                                 | 3:32    |
|     |                        |                  |                                        | 34:09   |

| Tlen (Deluxe Version) | Tlen (Deluxe Version)                             | Tlen (Deluxe Version)  | Tlen (Deluxe Version)                  | Tlen (Deluxe Version) |
| Nr                    | Tytuł utworu                                      | Słowa                  | Muzyka                                 | Długość               |
| --------------------- | ------------------------------------------------- | ---------------------- | -------------------------------------- | --------------------- |
| 1.                    | „Opowiedz”                                        | Kasia Popowska         | Marcin Kindla                          | 4:18                  |
| 2.                    | „Nie stało się nic”                               | Małgorzata Maliszewska | Robert Gawliński                       | 3:00                  |
| 3.                    | „Przyjdzie taki dzień (RMF Live Sessions / 2014)” | Popowska, Kindla       | Przemek Kuśmierski, Tomasz Konfederak  | 3:41                  |
| 4.                    | „Tlen (RMF Live Sessions / 2014)”                 | Popowska               | Kindla                                 | 3:19                  |
| 5.                    | „Daleko (RMF Live Sessions / 2014)”               | Popowska               | Joakim Buddee, Kindla, Thomas Karlsson | 3:02                  |
|                       |                                                   |                        |                                        | 17:20                 |

| Tlen - Kolor i Maj (Reedycja) | Tlen - Kolor i Maj (Reedycja) | Tlen - Kolor i Maj (Reedycja) | Tlen - Kolor i Maj (Reedycja)         | Tlen - Kolor i Maj (Reedycja) |
| Nr                            | Tytuł utworu                  | Słowa                         | Muzyka                                | Długość                       |
| ----------------------------- | ----------------------------- | ----------------------------- | ------------------------------------- | ----------------------------- |
| 1.                            | „Zostań”                      | Kasia Popowska                | Aimee Bobruck, Chris Lonergan         | 3:09                          |
| 2.                            | „Prawda”                      | Popowska                      | Popowska                              | 3:03                          |
| 3.                            | „Graj”                        | Popowska                      | Popowska                              | 2:58                          |
| 4.                            | „Kolory nocy”                 | Wojciech Byrski               | Marcin Kindla                         | 2:48                          |
| 5.                            | „Everytime”                   | Chris Aiken                   | Przemek Kuśmierski, Tomasz Konfederak | 3:22                          |
| 6.                            | „Happy Days”                  | Jason Field                   | Field                                 | 3:08                          |
| 7.                            | „Lecę tam (Mandee Remix)”     | Popowska                      | Field                                 | 3:14                          |
|                               |                               |                               |                                       | 21:42                         |